# Djèffa FC
Djèffa Football Club (kurz Djèffa FC) ist ein beninischer Fußballverein aus Parakou, Département Borgou.
Zum Jahresende 2019 spielte der Club unter seinem ursprünglichen Namen Zazira FC de Parakou in der zweiten beninischen Liga, als er von dem Unternehmer Hadi Sidi Mouhamadou übernommen und in seinen aktuellen Namen umgetauft wurde. Mit Stand Februar 2023 spielt Djèffa FC im Championnat National du Benin, der ersten Liga des Landes.